# Tinodes gueneyensis
Tinodes gueneyensis là một loài Trichoptera trong họ Psychomyiidae. Chúng phân bố ở miền Cổ bắc.